# Joseph Van Roosbroeck
Joseph Louis Van Roosbroeck, né le 2 mai 1872 à Schaerbeek et décédé le 18 août 1962 à Etterbeek fut un homme politique belge socialiste.
Van Roosbroeck fut enseignant (1920-22) et tapissier garnisseur.
Il fut élu conseiller communal (1906-14) à Anderlecht, conseiller provincial de la province de Brabant (1907-21) et sénateur de l'arrondissement de Malines-Turnhout (1921-49); il fut secrétaire du sénat (1921-46).

## Sources
- Bio sur ODIS